# Groupe ONA
El Groupe ONA (Omnium Nord-Africain, en árabe: مجموعة أونا, es el conglomerado o holding industrial y financiero más importante de Marruecos. Se dedica a actividades muy variadas, tales como banca, seguros, industria pesquera, alimentación, turismo, minas o telefonía.  El grupo tuvo una facturación en 2005 de 26.133 miles de millones de dirham marroquíes (MAD) (unos 3.000 miles de millones de euros) y un ingreso neto de 774 millones de dirham (unos 90 millones de euros). Emplea a 23.000 personas. La sede central del grupo se encuentra en Casablanca.

## Historia
El grupo fue fundado en 1919, por el empresario francés Jean Epinacomo, como Compagnie Générale de Transport et de Tourisme durante la época del protectorado francés de Marruecos y, en origen, consistía en los activos marroquíes del banco Paribas. En 1934 pasó a llamarse ONA. Actualmente la familia real marroquí controla el holding.